# Olympische Sommerspiele 1908/Leichtathletik – 400 m Hürden (Männer)
Der 400-Meter-Hürdenlauf der Männer bei den Olympischen Spielen 1908 in London wurde am 22. Juli 1908 im White City Stadium entschieden. An den beiden Tagen zuvor gab es Vor- und Zwischenläufe zur Ermittlung des Finalfeldes. Die Vorläufe wurden nach zahlreichen Rücktritten gemeldeter Läufer zu einer Farce. Nur in vier der zwölf angesetzten Läufe kam es zum Wettkampf.
Olympiasieger wurde der US-Amerikaner Charles Bacon. Sein Landsmann Harry Hillman errang die Silbermedaille. Jimmy Tremeer aus Großbritannien gewann Bronze.

## Rekorde
Der Weltrekord war damals noch inoffiziell.
| Weltrekord         | 55,8 s | Charles Bacon    | USA | 1908                                 |
| Olympischer Rekord | 57,6 s | Walter Tewksbury | USA | Finale OS Paris (FRA), 15. Juli 1900 |

Anmerkung zum olympischen Rekord: Die deutlich schnelleren Zeiten von 1904 fanden wegen zu niedriger Hürden keine Anerkennung als Rekord oder in den Bestenlisten.
Folgende Rekorde wurden bei diesen Olympischen Spielen über 400 Meter Hürden gebrochen oder eingestellt:
| OR | 57,0 s | Charles Bacon | USA | dritter Vorlauf, 20. Juli   |
| OR | 56,4 s | Harry Hillman | USA | erstes Halbfinale, 21. Juli |
| WR | 55,0 s | Charles Bacon | USA | Endlauf, 22. Juli           |

## Ergebnisse

### Vorläufe (20. Juli)
Wie unsinnig die Praxis war, bereits nach Eingang der Anmeldungen die Auslosung der Vorläufe vorzunehmen, zeigt sich bei diesem Wettbewerb. Vorgesehen waren vierzehn Vorläufe, doch es waren überhaupt nur fünfzehn Läufer aus sechs Ländern am Start. In sieben Läufen gab es nur einen einzigen Teilnehmer, zu einem Lauf war sogar überhaupt niemand erschienen. Echte Ausscheidungen gab es deshalb nur in vier Vorläufen.
Für die Zwischenläufe qualifizierten sich nur die jeweiligen Laufsieger – hellgrün unterlegt.
Die in Klammern angegebenen Zeiten stammen aus der unten genannten Literatur von zur Megede und sind vermutlich geschätzt.

#### 1. Vorlauf
| Platz | Athlet      | Land        | Zeit          |
| ----- | ----------- | ----------- | ------------- |
|       | Evert Koops | Niederlande | im Alleingang |

#### 2. Vorlauf
| Platz | Athlet       | Land           | Zeit     |
| ----- | ------------ | -------------- | -------- |
| 1     | Harry Coe    | USA            | 58,8 s   |
| 2     | John Densham | Großbritannien | (59,2 s) |

Bei einem Abstand von anderthalb Yards ergab sich der knappste Vorlaufentscheid.

#### 3. Vorlauf
| Platz | Athlet                | Land         | Zeit      |
| ----- | --------------------- | ------------ | --------- |
| 1     | Charles Bacon         | USA          | 57,0 s OR |
| 2     | Henry St Aubyn Murray | Australasien | k. A.000  |

Obwohl er bei einem Vorsprung von zwanzig Yards nicht gefordert wurde, lief der Weltrekordler Charles Bacon schon im Vorlauf olympischen Rekord.

#### 4. Vorlauf
| Platz | Athlet           | Land           | Zeit          |
| ----- | ---------------- | -------------- | ------------- |
|       | Frederick Harmer | Großbritannien | im Alleingang |

#### 5. Vorlauf
| Platz | Athlet          | Land           | Zeit          |
| ----- | --------------- | -------------- | ------------- |
|       | Geoffrey Burton | Großbritannien | im Alleingang |

#### 6. Vorlauf
| Platz | Athlet         | Land       | Zeit   |
| ----- | -------------- | ---------- | ------ |
| 1     | Harry Hillman  | USA        | 59,2 s |
|       | Georges Dubois | Frankreich | DNF    |

#### 7. Vorlauf
| Platz | Athlet           | Land           | Zeit          |
| ----- | ---------------- | -------------- | ------------- |
|       | Oswald Groenings | Großbritannien | im Alleingang |

#### 8. Vorlauf
| Platz | Athlet      | Land           | Zeit          |
| ----- | ----------- | -------------- | ------------- |
|       | Wyatt Gould | Großbritannien | im Alleingang |

#### 9. Vorlauf
| Platz | Athlet        | Land   | Zeit          |
| ----- | ------------- | ------ | ------------- |
|       | Nándor Kovács | Ungarn | im Alleingang |

#### 10. Vorlauf
| Platz | Athlet        | Land           | Zeit          |
| ----- | ------------- | -------------- | ------------- |
|       | Jimmy Tremeer | Großbritannien | im Alleingang |

#### 11. Vorlauf
Zum elften Vorlauf trat keiner der gemeldeten Läufer an, so dass dieser komplett entfiel.

#### 12. Vorlauf
| Platz | Athlet        | Land           | Zeit   |
| ----- | ------------- | -------------- | ------ |
| 1     | Leslie Burton | Großbritannien | 60,6 s |
| 2     | Henri Meslot  | Frankreich     | k. A.  |

Leslie Burton siegte mit einem Vorsprung von zwei Yards.

### Halbfinale (21. Juli)
Für das Finale qualifizierten sich nur die jeweiligen Laufsieger – hellgrün unterlegt.
Die in Klammern angegebenen Zeiten stammen aus der unten genannten Literatur von zur Megede und sind vermutlich geschätzt.

#### 1. Halbfinale
| Platz | Athlet        | Land        | Zeit       |
| ----- | ------------- | ----------- | ---------- |
| 1     | Harry Hillman | USA         | 056,4 s OR |
| 2     | Harry Coe     | USA         | (57,0 s)00 |
|       | Evert Koops   | Niederlande | DNF00      |

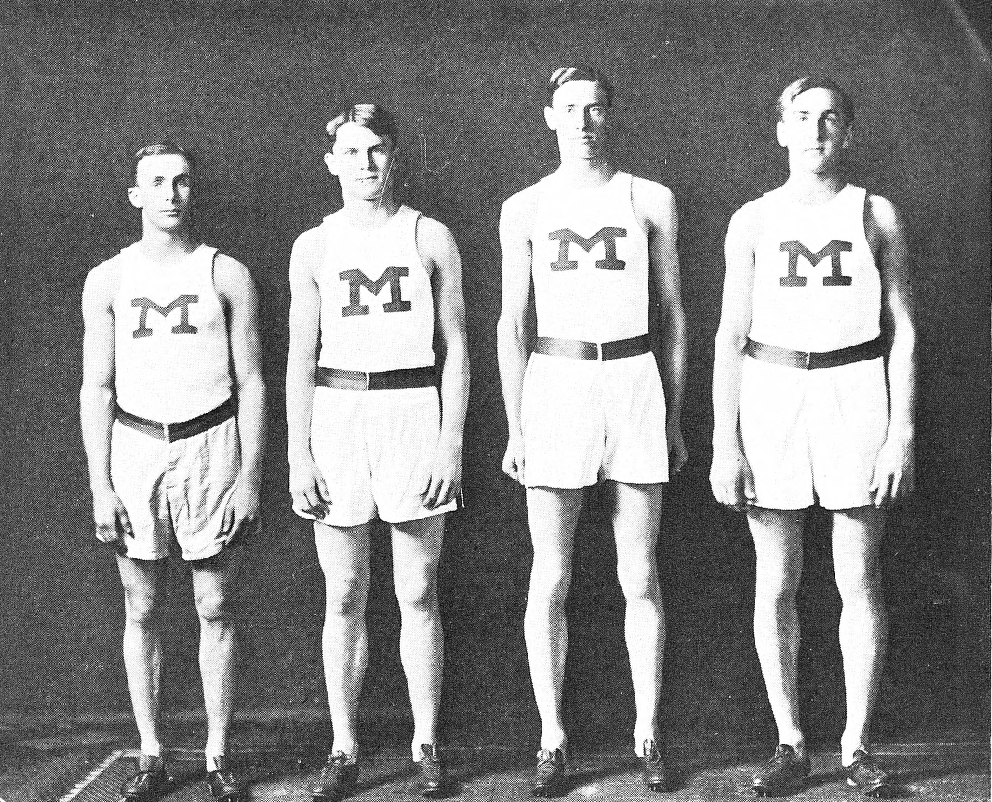
Harry Coe – hier als Zweiter von rechts im Michigan Four-Mile Relay Team – schied trotz starker Leistung im Halbfinale aus. Er war auch Teilnehmer über 800 und 1500 Meter

Der Olympiasieger von 1904 gewann mit neuem Olympiarekord. Coe verpasste den Finaleinzug, obwohl seine Zeit mit geschätzten 57,0 s im Bereich des Rekordes von Bacon aus dem Vorlauf lag.

#### 2. Halbfinale
| Platz | Athlet           | Land           | Zeit   |
| ----- | ---------------- | -------------- | ------ |
| 1     | Charles Bacon    | USA            | 58,8 s |
|       | Oswald Groenings | Großbritannien | DNF    |
|       | Nándor Kovács    | Ungarn         | DNF    |

#### 3. Halbfinale
| Platz | Athlet           | Land           | Zeit   |
| ----- | ---------------- | -------------- | ------ |
| 1     | Leslie Burton    | Großbritannien | 59,8 s |
| 2     | Frederick Harmer | Großbritannien | k. A.  |
| 3     | Wyatt Gould      | Großbritannien | k. A.  |

Leslie Burton gewann mit sechs Yards Vorsprung.

#### 4. Halbfinale
| Platz | Athlet          | Land           | Zeit       |
| ----- | --------------- | -------------- | ---------- |
| 1     | Jimmy Tremeer   | Großbritannien | 1:00,6 min |
|       | Geoffrey Burton | Großbritannien | DNF        |

### Finale (22. Juli)
Die in Klammern angegebenen Zeiten stammen aus der unten genannten Literatur von zur Megede und sind geschätzt.
| Platz | Athlet        | Land           | Zeit       |
| ----- | ------------- | -------------- | ---------- |
| 1     | Charles Bacon | USA            | 055,0 s WR |
| 2     | Harry Hillman | USA            | (55,4 s)00 |
| 3     | Jimmy Tremeer | Großbritannien | (57,0 s)00 |
| 4     | Leslie Burton | Großbritannien | k. A.00    |

Im Finale trafen zwei Briten und zwei US-Amerikaner aufeinander. Nach etwa der Hälfte der Distanz war klar, dass die Amerikaner den Sieg unter sich ausmachen würden. Auf der Zielgeraden zog Charles Bacon davon und gewann den Lauf vor seinem Vorgänger Harry Hillman. Bacon verbesserte seinen eigenen Weltrekord um acht Zehntelsekunden. Hillmans Rückstand wird mit zwei Yards angegeben, somit lief er die zweitschnellste bisher erreichte Zeit. Der mit zwanzig Yards angegebene Rückstand von Jimmy Tremeer lassen auf eine Zeit von circa 57 Sekunden schließen, die als geschätzte Zeit auch bei zur Megede und bei Sports-Reference entsprechend angegeben ist. Irritationen gab es, weil Bacon eine Hürde auf der falschen Bahn genommen hatte. Die Jury entschied jedoch, dass er sich dadurch keinen Vorteil verschafft habe, weil er dadurch sogar eine längere Strecke zurückgelegt hatte. Nach heute geltenden Regeln wäre er sicherlich disqualifiziert worden.
Der drittplatzierte Jimmy Tremeer war fast vierzig Jahre alt. Im Jahr 1897 hatte er an den britischen Meisterschaften über 100 Yards teilgenommen.
Bei Sports-Reference wird die für den Zweiten als geschätzt benannte Zeit mit 57,3 s um eine Zehntelsekunde besser angegeben als bei zur Megede.

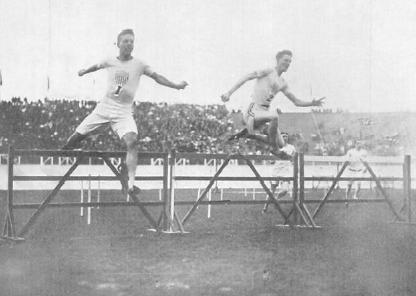
Charles Bacon und Harry Hillman kurz vor dem Zieleinlauf des 400-Meter-Hürden-Finales
Olympiasieger Charles Bacon
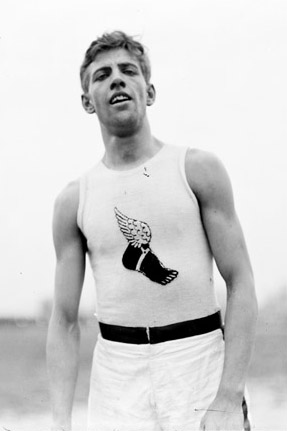
Silbermedaillengewinner Harry Hillman, Olympiasieger von 1904